# Summer at Eureka
Summer at Eureka is het derde studioalbum van de Australische singer-songwriter Pete Murray. Het album kwam uit in mei 2008 op het label van Sony BMG. De eerste single van het album was You Pick Me Up, dat tevens 'megahit' was bij 3FM.

## Nummers
1. "Chance to Say Goodbye" - 4:58
2. "Saving Grace" - 2:57
3. "You Pick Me Up" - 4:32
4. "Silver Cloud" - 4:00
5. "This Game" - 3:55
6. "Sugar" - 4:30
7. "Miss Cold" - 4:04
8. "Never Let the End Begin" - 3:01
9. "Summer at Eureka" - 3:10
10. "King Tide" - 3:06
11. "Happy Ground" - 3:50
12. "Slack" - 3:24 (bonus track op I-tunes)